# Lluís Armand de Borbó-Conti (II príncep de Conti)
Lluís Armand de Borbó-Conti, II príncep de Conti (París, 4 d'abril de 1661 - ibídem, desembre de 1685) fou príncep de sang de França de la Casa de Conti amb el tractament d'altesa reial.
Era fill del príncep Armand de Borbó-Conti i de l'aristòcrata italiana Anna Maria Martinozzi, neboda del cardenal Mazzarino. Menut i de físic ingrat, el dia 16 de gener de l'any 1680 es casà amb la princesa Maria Anna de Blois, filla legitimada del rei Lluís XIV de França i de la marquesa de Montespan. El casament se celebrà al castell de Saint-Germain-en-Laye. Després de la primera nit de noces el matrimoni resultà estèril.
El príncep Turenne, Lluís de la Tour d'Auvergne, obtingué el mes de març de l'any 1685 permís del rei Lluís XIV de França per lluitar com un voluntari a la guerra de Polònia. El príncep de Conti feu la mateixa sol·licitud al monarca, tant per ell com pel seu germà, el príncep Francesc Lluís de Borbó-Conti. Així, els dos Conti arribaren a Viena el dia 1 de juny i el dia 13 a Koman on es posaren a les ordres del duc Carles V de Lorena. Els dos Conti lluitaren amb molta valentia havent recuperat diverses poblacions de mans dels turcs pel duc de Lorena. El dia 18 d'agost el dos Conti retornaren a França.
A finals de l'any 1685, la princesa Maria Anna de Blois caigué malalta de verola i pocs dies després també en quedà afectat el seu marit. Mentre que la princesa de Blois se'n pogué sortir no tingué tanta sort el príncep de Conti que morí el mes de desembre de l'any 1685 a París.